# روبرت إتش. ماكليلان
روبرت إتش. ماكليلان هو محامي وسياسي أمريكي، ولد في 3 يناير 1823 في مقاطعة واشنطن في الولايات المتحدة، وتوفي في 23 يوليو 1902. نشط حزبياً في الحزب الجمهوري. وقد انتخب عضو مجلس نواب إلينوي ‏.